# هنپین (اکلاهما)
هنپین (به انگلیسی: Hennepin) یک منطقهٔ مسکونی در ایالات متحده آمریکا است که در شهرستان گاروین، اکلاهما واقع شده‌است.